# 全生庵

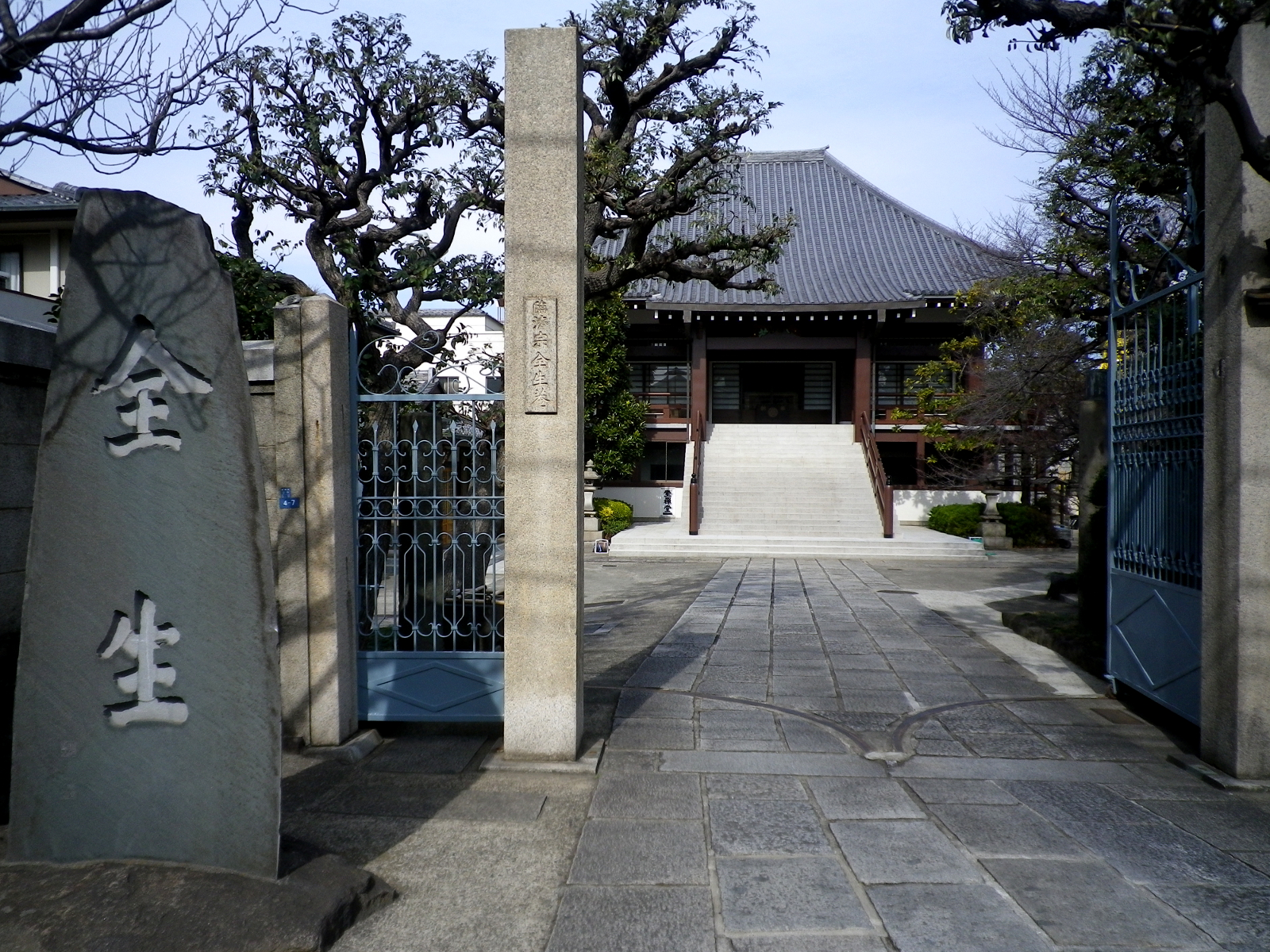
門前

全生庵（ぜんしょうあん）は、東京都台東区谷中五丁目にある臨済宗国泰寺派の寺院。山号は普門山。本尊はかつて江戸城の守り本尊だった葵正観世音菩薩。開基は山岡鉄舟。
落語を代表する名人・初代三遊亭圓朝の墓があり、毎年8月11日近辺に、本庵、落語協会、円楽一門会のそれぞれが本庵にてイベントを開催する。

## 歴史
1880年（明治13年）、山岡鉄舟が明治維新に殉じた人々の菩提を弔うために創建を発願。国泰寺から越叟義格（松尾義格）を開山に招聘して1883年（明治16年）に創建した。
中曽根康弘や安倍晋三も座禅に通っていた。

## 文化財
- 木造観音菩薩坐像 - 本尊、葵正観世音菩薩。台東区指定有形文化財。
- 幽霊画 - 圓朝が蒐集したコレクションが収蔵されている。後述の圓朝まつりの際に一般公開される。
- 仏画 - 多くの画家がそれぞれ観世音菩薩等を描き寄進したもの。

### 墓
- 山岡鉄舟 - 開基
- 石坂周造（宗順）- 鉄舟の盟友、石油実業家
- 松岡万 - 鉄舟の盟友、浪士組取締役
- 村上俊五郎 - 鉄舟の盟友、浪士組六番隊小頭
- 初代 三遊亭圓朝 - 落語家／山岡鉄舟が圓朝の禅の師だった縁
- 初代-4代目 三遊亭圓生 - 落語家
- 三遊亭ぽん太 - 落語家
- 弘田龍太郎 - 作曲家
- 松本楓湖 - 尊皇家・画家
- 棚橋絢子 - 教育者

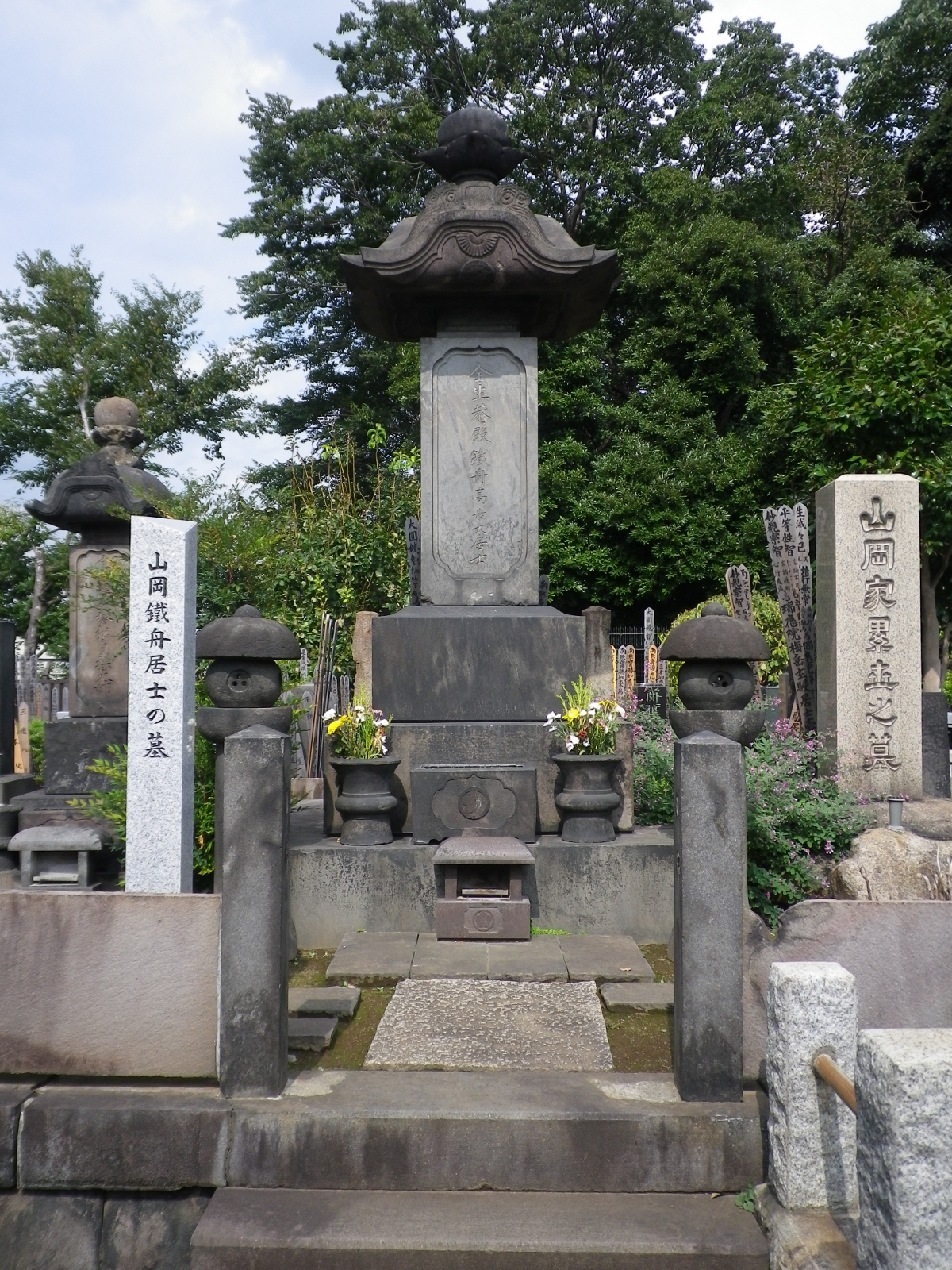
山岡鉄舟墓
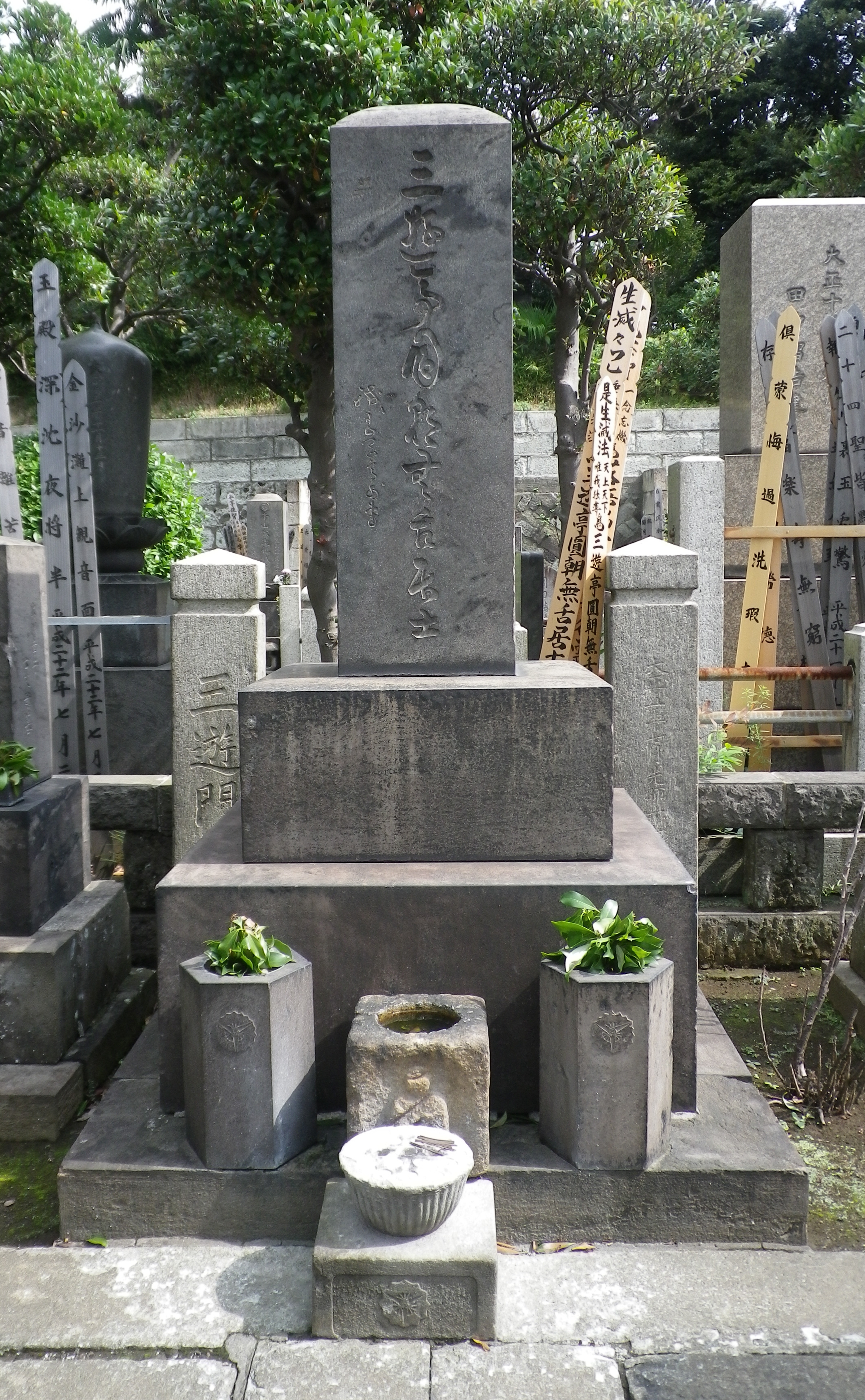
初代 三遊亭圓朝墓
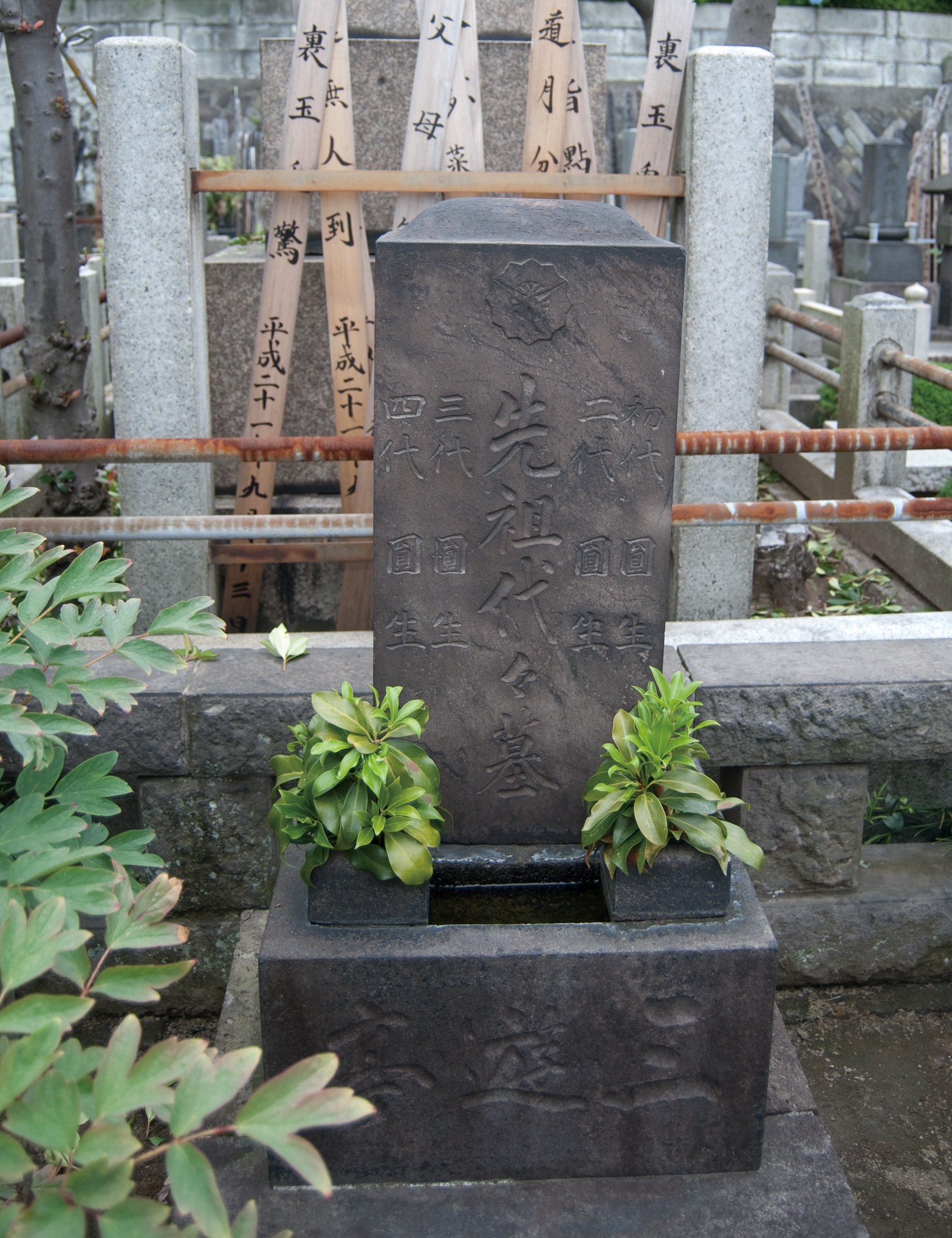
初代-4代目 三遊亭圓生墓
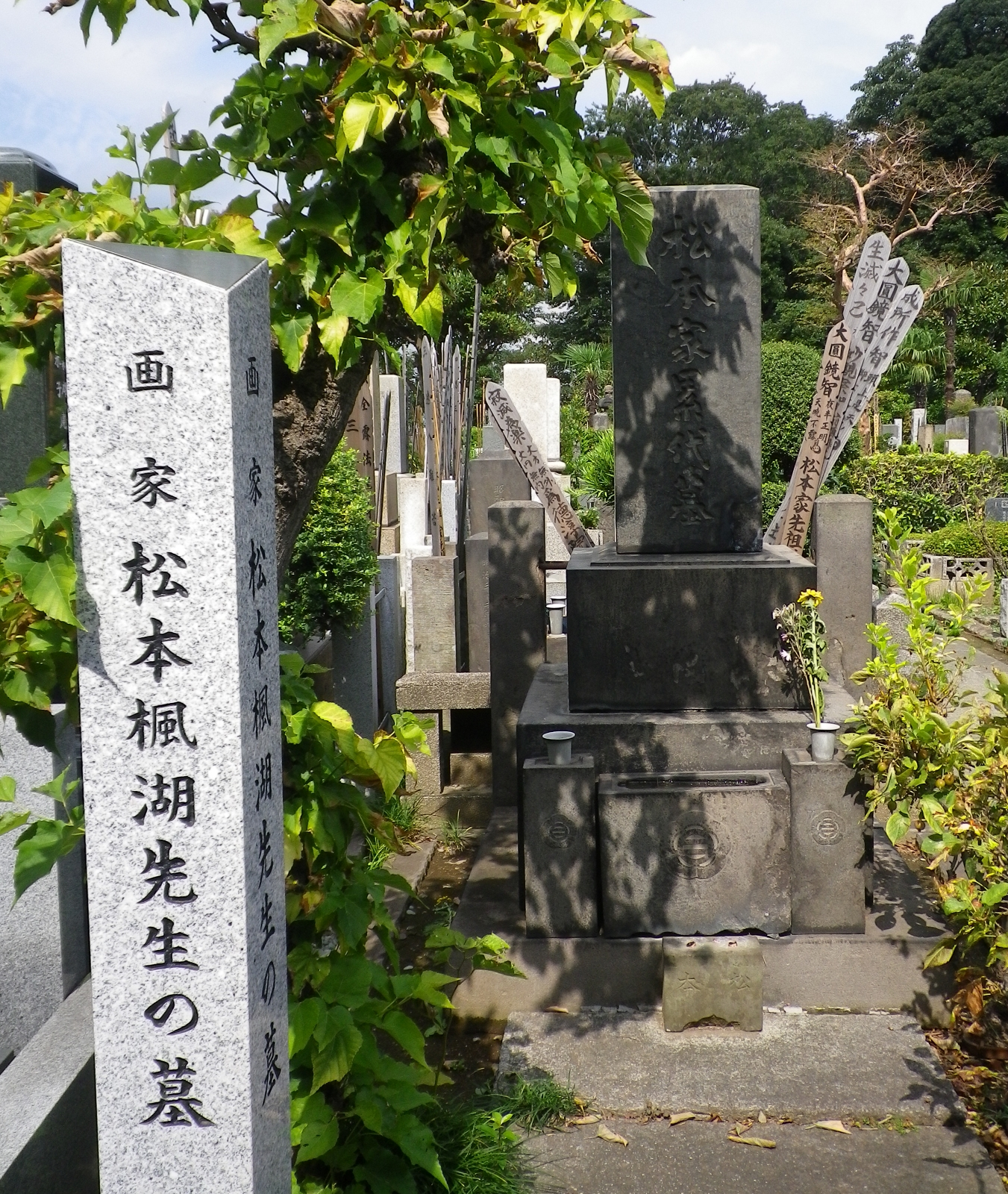
松本楓湖墓

## 行事
- 8月上旬 - 圓朝まつり
- 8月中旬 - 圓朝寄席

## 交通アクセス
- 東京メトロ千代田線千駄木駅から徒歩5分

## 近隣情報
- 谷中霊園 - 徳川慶喜の墓がある。